# もう何も怖くない、怖くはない
「もう何も怖くない、怖くはない」（もうなにもこわくない、こわくはない）は、石川智晶の8枚目（通算9作目）のシングル。2010年10月6日にflying DOGから発売された。

## 概要
表題曲は、アニメ映画『劇場版 機動戦士ガンダム00 -A wakening of the Trailblazer-』の挿入歌に起用され、同映画のために制作された。なお、『ガンダム00』とのタイアップは、本作で2度目となる。

## 収録曲
（全作詞・作曲：石川智晶、編曲：西田マサラ）
1. もう何も怖くない、怖くはない [5:32]
松竹配給アニメ映画『劇場版 機動戦士ガンダム00 -A wakening of the Trailblazer-』挿入歌
2. TW [5:42]
3. もう何も怖くない、怖くはない（without vocal）
4. TW（without vocal）